# Бабили
Бабили (груз. ბაბილი) — село в Грузии, на территории Лентехского муниципалитета края (мхаре) Рача-Лечхуми и Нижняя Сванетия.

## География
Село находится в северной части Грузии, на правом берегу реки Цхенисцкали, на расстоянии приблизительно 1 километра (по прямой) к востоку от посёлка городского типа Лентехи, административного центра муниципалитета. Абсолютная высота — 790 метров над уровнем моря.

## Население
По результатам официальной переписи населения 2014 года, в Бабили проживал 151 человек (81 мужчина и 70 женщин). В национальной структуре населения грузины составляли 99,3 %, русские — 0,7 %.
| Год  | Население, человек |
| ---- | ------------------ |
| 2002 | 329                |
| 2014 | ↘ 151              |